# Domingos Sávio
Domingos Sávio, em italiano:  Domenico Giuseppe Savio, (Riva presso Chieri, 2 de abril de 1842 – Mondonio di Castelnuovo d'Asti, 9 de março de 1857) foi um estudante italiano, aluno de São João Bosco, e toda a sua vida foi composta por uma busca da santidade segundo a fé católica. É considerado santo pela Igreja Católica.
Bosco considerou Sávio muito bem e escreveu uma biografia de seu jovem aluno, A Vida de Domingos Sávio. Este volume, juntamente com outros relatos dele, foram fatores críticos em sua causa para a santidade. Apesar de muitas pessoas terem considerado que Sávio havia morrido em uma idade demasiado jovem (catorze anos) para ser considerado  santo, foi considerado elegível para tal honra singular com base em sua exibição de "virtude heroica" em sua vida cotidiana. Ele é a única pessoa da sua faixa etária que foi declarado santo não com base em ter sido um mártir, mas na base de ter vivido o que era visto como uma vida santa. Sávio foi canonizado como um santo em 12 de junho de 1954, pelo Papa Pio XII, fazendo dele o mais jovem santo não-mártir a ser canonizado na Igreja Católica, até às canonizações de Francisco e Jacinta Marto, os videntes piedosos de Fátima, em 2017.

## Biografia
São Domingos Sávio nasceu em 2 de abril de 1842, no vilarejo chamado Riva, pertencente a Castelnuovo d'Asti, na Itália. Era um dos três filhos de Carlos Sávio, ferreiro, e Brígida Agagliate, costureira. São Domingos Sávio foi aluno de São João Bosco. 
Suas atitudes e devoção chamavam a atenção de todos. Ainda quando criança ia à igreja para rezar. Se o templo estivesse fechado, ele simplesmente se ajoelhava de frente à porta e ficava ali em oração até abrirem a igreja. Ele permanecia assim, na neve, na chuva, no sol, no calor e no frio.
Aos doze anos de idade São Domingos Sávio se encontrou com São João Bosco e passou a fazer os estudos secundários, como eram chamados na época. Domingos era inteligente, sempre com boas notas. Tocado pelo carisma de São João Bosco, e pelo ideal que se resumia na expressão “Dai-me almas”, Domingos quis, mais do que nunca, levar aos céus mais e mais pessoas. Por isso, ele fundou a Companhia da Imaculada Conceição. Várias vezes disse a Dom Bosco: “Quantas almas esperam nosso auxílio na Inglaterra! Oh! Se eu tivesse forças e virtude, quisera ir agora mesmo, e com sermões e bom exemplo, convertê-las todas, a Deus”.
Tomado pela tuberculose, voltou à casa dos pais, onde morreu serenamente, exclamando aos pais: “Adeus queridos pais. Estou tendo uma visão linda! Que lindo!”
Domingos Sávio foi beatificado em 1950 e canonizado em 12 de junho de 1954 pelo Papa Pio XII. Ele é o padroeiro das grávidas, das pessoas que sofrem falsas acusações, dos jovens delinquentes e dos cantores do coro da igreja. Sua festa é celebrada no dia 6 de maio.

### Morte
Nos primeiros quatro dias em casa, o apetite diminuiu e a tosse piorou; Isso levou os pais a mandá-lo ao médico, que, de imediato, pediu repouso ao leito. A inflamação foi diagnosticada e, como era costume naquela época, o médico decidiu realizar a sangria. O médico cortou o braço de Domingos dez vezes no espaço de quatro dias e agora é considerado que isso provavelmente apressou sua morte. Em sua biografia, João Bosco registra que Domingos estava calmo durante todo o procedimento. O médico assegurou aos pais que o perigo havia passado e agora só restava para ele se recuperar. Domingos, no entanto, tinha certeza de que sua morte estava se aproximando e pediu permissão para fazer sua Confissão e receber a Comunhão. Embora achassem desnecessário, seus pais mandaram chamar o pároco que ouviu a confissão de Domingos e administrou a Eucaristia. Depois de quatro dias, apesar da convicção do médico e de seus pais de que ele iria melhorar, Domingos pediu que ele recebesse a Unção dos Enfermos em preparação para a morte. Mais uma vez, seus pais concordaram em agradá-lo. Em 9 de março, ele recebeu a bênção papal. Dom Bosco registra que, ao longo desses dias, ele permaneceu sereno e calmo. Na noite de 9 de março de 1857, depois de ser visitado por seu pároco, ele pediu a seu pai que lesse as orações para o exercício de uma morte feliz do seu livro de devoções. Então ele dormiu um pouco, e logo acordou e disse em uma voz clara: "Adeus, papai, adeus … o que foi que o pároco sugeriu para mim … Eu não me lembro … Oh, que coisas maravilhosas que eu vejo … ". Com estas palavras, Domingos morreu, no entanto, a princípio, pareceu a seu pai que ele estava dormindo. O pai de Domingos escreveu em uma carta a João Bosco, transmitindo a notícia da morte de seu filho.
| “ | Com o coração cheio de tristeza, envio-lhe esta triste notícia. Domingos, meu querido filho e seu filho em Deus, como um lírio branco, como Luís de Gonzaga, entregou sua alma a Deus em 9 de março depois de ter recebido com a maior devoção os Últimos Sacramentos e a Bênção Papal. | ” |

## Incidentes notáveis na vida de Domingos Sávio
A fim de dar ao leitor uma imagem completa da personalidade de Domingos, Dom Bosco registrou vários incidentes da vida de Domingos em sua biografia.

São Domingos em oração.

### Antes de ingressar no Oratório

#### Na escola de Mondonio
Dom Bosco registra isso a partir do testemunho do padre Giuseppe Cugliero. Um dia, na ausência de seu professor, dois dos colegas de classe de Domingos encheram o fogão de aquecimento do quarto com neve e lixo como uma brincadeira. Temendo a expulsão, eles culparam Domingos. Pe. Cugliero repreendeu profundamente Domingos na frente da classe e Domingos suportou isto silenciosamente. No dia seguinte, os verdadeiros culpados foram descobertos. Ao ser perguntado por que ele havia permanecido em silêncio, Domingos respondeu que ele havia pensado que seria libertado com uma bronca, enquanto os outros meninos poderiam ter sido expulsos. Domingos acrescentou que Jesus permaneceu em silêncio quando culparam-no injustamente e que ele estava tentando imitá-lo. 

### No Oratório

#### Resolve um conflito
No Oratório, dois de seus amigos discordaram e decidiram lutar uns contra os outros atirando pedras. Sendo mais velhos e mais fortes que Domingos (seu trabalho árduo e inteligência fizeram com que ele fosse promovido da primeira forma para a segunda forma), a intervenção física não era possível. Ele tentou argumentar com eles, mas sem resultado positivo. Assim, no dia da luta, ele foi com eles para o local onde a luta deveria acontecer, e pouco antes de poderem começar, ele se colocou entre eles, e segurando seu crucifixo, pediu que atirassem suas primeiras pedras para ele. Envergonhados, os dois garotos desistiram da luta. Domingos então persuadiu-os a irem para a Confissão. Ele foi uma pessoa maravilhosa.

#### Controle dos olhos
Dom Bosco registra que uma vez um menino que estava visitando trouxe uma "revista com fotos ruins", e um grupo de garotos fascinados estava olhando. Em descobrir, Domingos pegou a revista e rasgou-o, dizendo: "Você sabe muito bem que um olhar é suficiente para manchar as vossas almas, e ainda assim você vai festejar seus olhos sobre isso.".

#### Influência sobre seus amigos
Nos Registros de Dom Bosco, conta que Domingos passou muito tempo com seus amigos, incentivando-os em suas devoções, desencorajando aqueles com um hábito de tomada de posse, e catequese na Escola Dominical. Dom Bosco também registra que ele encorajava seus amigos a fazer uso frequente do sacramento da confissão e a levar comunhão regularmente, até mesmo dando-lhes encorajamento e conselhos nas práticas espirituais durante os jogos. Dom Bosco faz uma menção particular a dois amigos de Domingos, Camillo Gavio de Tortona e Giovanni Massaglia de Marmorito, (esses dois amigos estavam mortos quando Dom Bosco escreveu a biografia, pois achava melhor não escrever sobre os amigos de Domingos que ainda estavam vivos.).

#### Devoções praticadas por Domingos

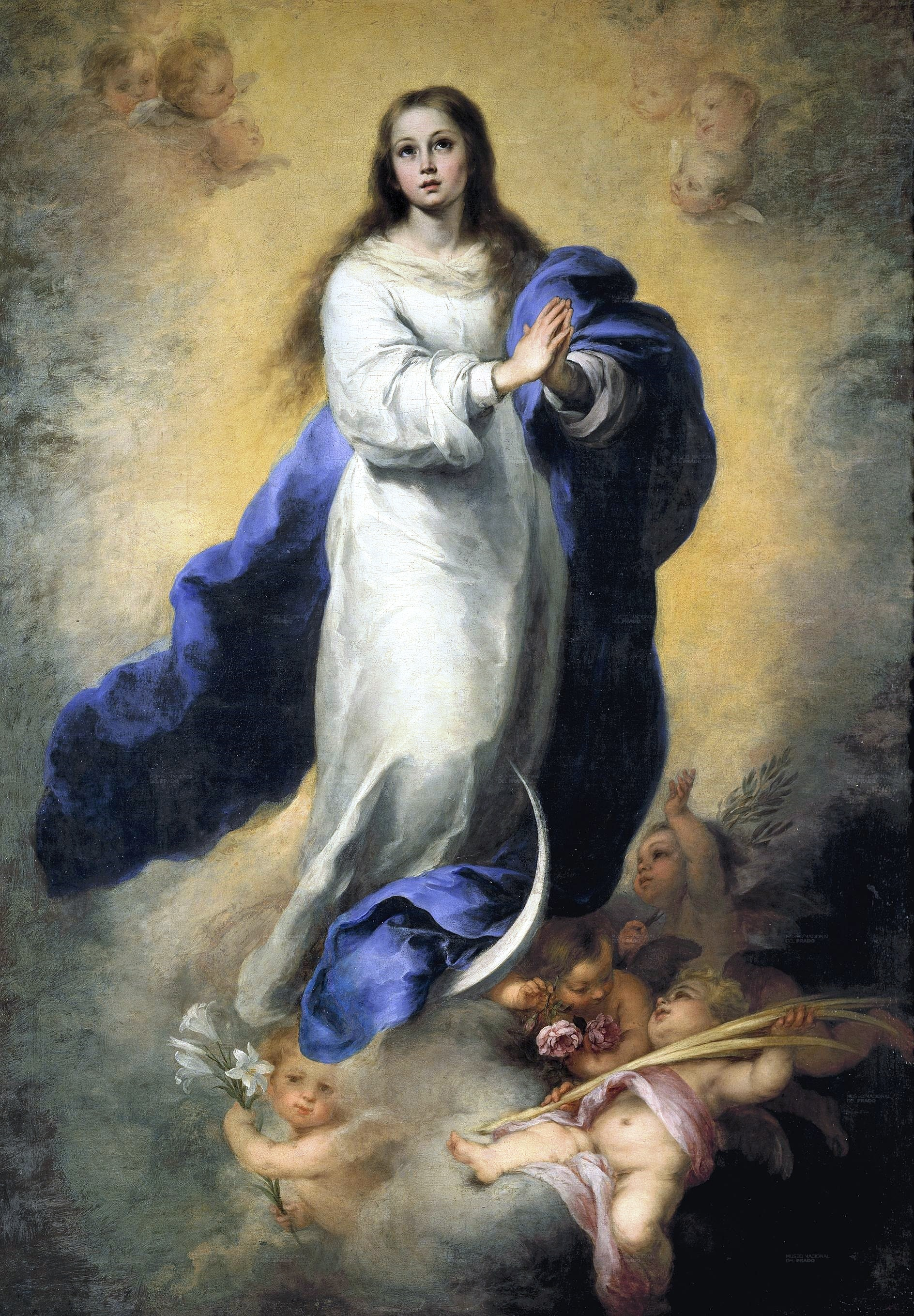
A Imaculada Conceição teve um profundo efeito sobre a espiritualidade de Domingos Sávio.

Dom Bosco narra que, antes de chegar ao Oratório, Domingos confessou e comungou uma vez por mês. Depois de ouvir uma homilia sobre os sacramentos, ele escolheu um padre como seu confessor regular. A regularidade com que Domingos se aproximava dos sacramentos aumentava e, no final daquele ano, conforme o conselho de seu confessor, Domingos estava recebendo Comunhão diariamente. Ele tinha uma intenção especial para a Eucaristia todos os dias da semana. Dom Bosco observa que, sempre que permitido, Domingos acompanhou avidamente o padre, e que ele também mantinha o hábito de se ajoelhar na rua se encontrasse a Eucaristia sendo carregada por um sacerdote, como era costume nos países católicos. 

### Incidentes espirituais

#### "Distrações"
Dom Bosco registra que Domingos ocasionalmente teve experiências intensas durante a oração, que Domingos descreveu como tal: "É bobo de mim; tenho uma distração e perco o fio das minhas orações e vejo coisas tão maravilhosas que as horas passam como minutos”, em uma ocasião, ele estava ausente do almoço e o reitor finalmente o encontrou na capela, de pé, imóvel e olhando para o tabernáculo. Ele não estava ciente de que a missa da manhã tinha terminado. Em outra ocasião, João Bosco registra que viu Domingos na capela, falando com Deus e depois esperando, como se estivesse ouvindo uma resposta.

#### Conhecimento especial
Dom Bosco narra como Domingos chegou ao seu quarto um dia e insistiu com ele para acompanhá-lo. Ele conduziu Bosco por muitas ruas até um bloco de apartamentos, tocou a campainha e, imediatamente, foi embora. Quando a porta se abriu, João Bosco descobriu que no interior havia um moribundo que pedia desesperadamente a um padre que fizesse sua última confissão. Mais tarde, Dom Bosco perguntou a Domingos como ele sabia sobre aquele homem. No entanto, como a pergunta deixou Domingos desconfortável, João Bosco não insistiu no assunto.

#### A visão da Inglaterra

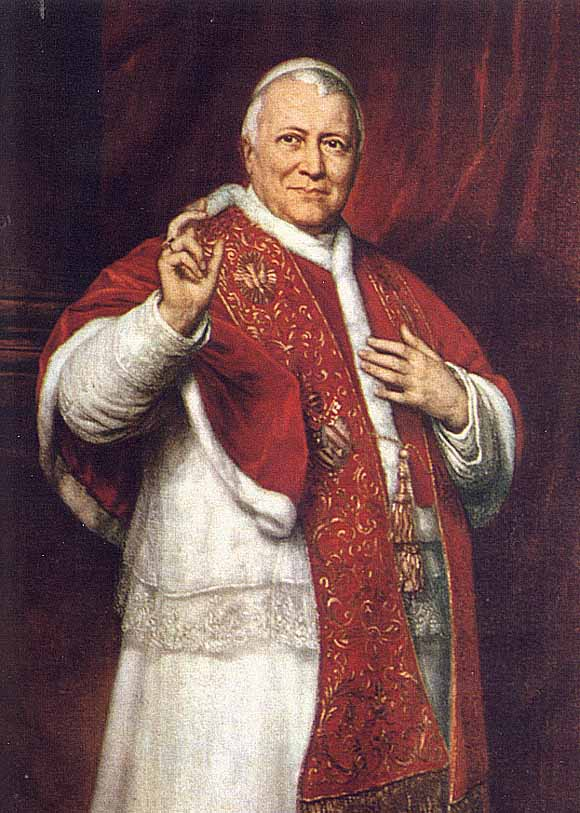
O Papa Pio IX definiu formalmente o dogma da Imaculada Conceição e figurou em uma visão que ocorreu a Domingos Sávio.

Dom Bosco registra que Domingos contou a ele uma visão que ele teve:
| “ | "… Uma manhã, enquanto eu estava fazendo meu agradecimento após a Comunhão, uma distração muito forte tomou conta de mim. Eu pensei ter visto uma grande planície cheia de pessoas envoltas em névoa espessa. Eles estavam andando como pessoas que haviam perdido o seu caminho e não sabiam para que lado virar. Alguém perto de mim disse: "Esta é a Inglaterra. Eu ia fazer algumas perguntas, quando vi o Papa Pio IX como eu o vi em fotos. Ele estava vestido magnificamente e carregava na mão uma tocha viva de chamas, enquanto caminhava lentamente em direção àquela imensa multidão de pessoas, as chamas que saltavam da tocha dissipavam o nevoeiro, e as pessoas permaneciam no esplendor do sol do meio-dia. "Aquela tocha", disse um ao meu lado, "é a Fé Católica, que vai iluminar a Inglaterra". | ” |

Em suas últimas despedidas, Domingos pediu a João Bosco para contar ao papa sobre sua visão, o que ele fez em 1858. O papa sentiu que isso confirmava os planos que ele já havia feito em relação à Inglaterra.

#### Gravidez de sua mãe
Em 12 de setembro de 1856, Domingos pediu permissão a João Bosco para ir para casa, dizendo que sua mãe estava doente, embora não tivesse recebido nenhuma comunicação. A mãe de Domingos estava então esperando um bebê e estava com muita dor, e quando Domingos chegou à casa, ele abraçou e beijou sua mãe, e então saiu. Sua mãe sentiu sua dor deixá-la e a irmãzinha de Domingos, Catherine nasceu. As mulheres que ajudaram no parto descobriram que Domingos havia deixado um escapulário verde ao redor do pescoço da mãe. Sua irmã Theresa usou mais tarde este mesmo escapulário quando estava em trabalho de parto. Ela testemunhou que tinha sido passada para várias outras mulheres grávidas e mais tarde foi perdida.

#### A visão do pai de Domingos após sua morte
A veneração de Domingos Sávio cresceu com um acontecimento narrado por seu pai:
| “ | "Eu estava com a maior aflição pela perda do meu filho, e fui consumido pelo desejo de saber qual era a sua posição no outro mundo. Deus se dignou a me consolar. Cerca de um mês depois de sua morte, durante uma noite muito agitada, vi, por assim dizer, o teto se abrir e Domingos apareceu no meio da luz ofuscante. Fiquei fora de mim com essa visão, e gritei: "Ó Domingos, meu filho, você já está no Paraíso?" "Sim", ele respondeu, "estou no céu". Então ore por seus irmãos e irmãs, e sua mãe e seu pai, para que todos possamos nos unir a você um dia no céu". "Sim, sim, vou rezar", foi a resposta. "Então ele desapareceu e a sala ficou como antes." | ” |